# Steve McQueen (režisér)
Steven Rodney „Steve“ McQueen (* 9. října 1969) je britský filmový režisér, producent a výtvarný umělec granadsko-trinidadského původu.

## Umělecká tvorba
Počátky filmové tvorby Steva McQeena jsou spojeny s výtvarným uměním – zejména s krátkými filmy vytvářenými pro prostředí galerií a muzeí umění. V roce 1999 byl za tuto tvorbu odměněn prestižní britskou Turnerovou cenou. Ještě v roce 2006 byl vybrán komisí Imperiálního válečného muzea v Londýně, aby vytvořil umělecké dílo o britských jednotkách nasazených ve válce v Iráku. Zadání zpracoval jako soubor archů poštovních známek s podobiznami zahynuvších vojáků. Záměr uvést je do oběhu byl ovšem britskou Královskou poštou zamítnut.

## Celovečerní filmy
Steva McQeena natočil čtyři celovečerní snímky. Režijní prvotinou byl Hlad z roku 2008, následovaný v roce 2011 filmem Stud. Za svůj v pořadí třetí snímek 12 let v řetězech, který zároveň režíroval i produkoval, získal v roce 2013 Oscara pro nejlepší film. Stal se historicky prvním filmařem černošského původu, který jako producent v této kategorii uspěl. Ve stejné kategorii uspěl také v cenách BAFTA a Zlatý glóbus. Ve všech jmenovaných filmech hrál herec Michael Fassbender. V roce 2018 na úspěch navázal kladně přijatým snímkem Vdovy.

## Filmografie
- Hlad (2008)
- Stud (2011)
- 12 let v řetězech (2013)
- Vdovy (2018)
- Sekerka (2020)
- Uprising (2021)